# Gemini Studios

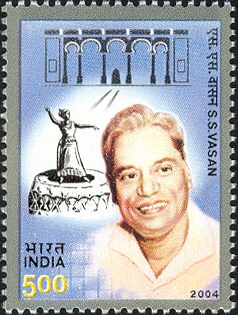
S.S. Vasan, twórca Gemini Pictures

Gemini Studios – indyjska wytwórnia filmowa stworzona z inicjatywy S.S. Vasana.
Powstała w 1940, z przekształcenia Motion Picture Producers’ Combines, którą to Vasan przejął od swego przyjaciela K. Subramaniama. Jej siedziba mieściła się w budynku w ćennajskim Anna Salai. W okresie świetności firmy miejsce to było jednym z najbardziej rozpoznawalnych obiektów w tamilskiej stolicy. Założona pierwotnie jako przedsiębiorstwo zajmujące się dystrybucją, w latach 40. stała się jedną z najistotniejszych spółek produkcyjnych tamilskiego przemysłu filmowego. Chandralekha, jej przebój kasowy z 1948 znalazł również uznanie na północy kraju, wśród ludności posługującej się językiem hindi. Pozycję studia ugruntował sukces obrazu Apoorva Sagodharargal (1949), opartego na prozie Alexandre'a Dumasa. Z czasem zaczęło ono angażować się w produkcję obrazów nakręconych pierwotnie w hindi, w tak zwanym Bollywood wprowadzając do kin chociażby dzieła takie jak Insaniyat (1955) czy Raj Tilak (1958).
W przeciwieństwie do wciąż funkcjonującego AVM Productions, Gemini Studios ogłosiło upadłość w późnych latach 70. Podobnie jak inne działające równolegle wytwórnie filmowe w Tamilnadu było zaangażowane w procesy polityczne w stanie. W kampanii wyborczej przed wyborami stanowymi z 1967 wyprodukowało film Vazhaga Nam Thayagam, jednoznaczne wspierający Indyjski Kongres Narodowy. Innowacyjność i agresywne praktyki marketingowe firmy zyskały jej założycielowi przydomek króla marketingu. Budynek, w którym mieściła się siedziba Gemini Studios, został zburzony w 2014.
Jednym z najbardziej rozpoznawalnych artystów, który wiele ze swych najbardziej znanych filmów zrealizował dzięki tej właśnie wytwórni był Ganesan. Był on na tyle silnie kojarzony z firmą, że do historii tamilskiego kina przeszedł jako Gemini Ganesan.